# جاده ۵۶ (ایران)
جاده ۵۶ یک بزرگراه در مرکز ایران است که بین قم تا بروجرد امتداد دارد. این جاده قم را به اراک و سپس اراک را به بروجرد، در شمال لرستان متصل می‌کند. طول جاده در مجموع نزدیک به ۲۶۰ کیلومتر است و بیشتر بخش‌های آن به صورت بزرگراه چهارخطه است. این جاده از ابتدای بخش غربی کمربندی شهر قم شروع می‌شود و از کمربندی جنوبی اراک گذر می‌کند و در میدان آیت‌الله بروجردی در جنوب شرقی بروجرد خاتمه می‌یابد.

## نگارخانه

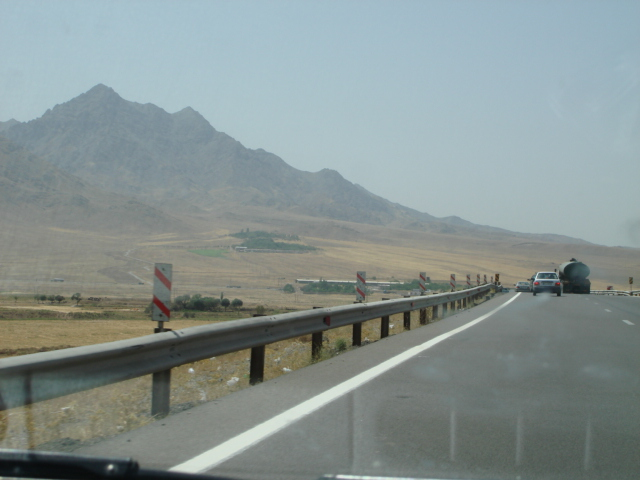
نمایی از جاده ۵۶ بین اراک و قم
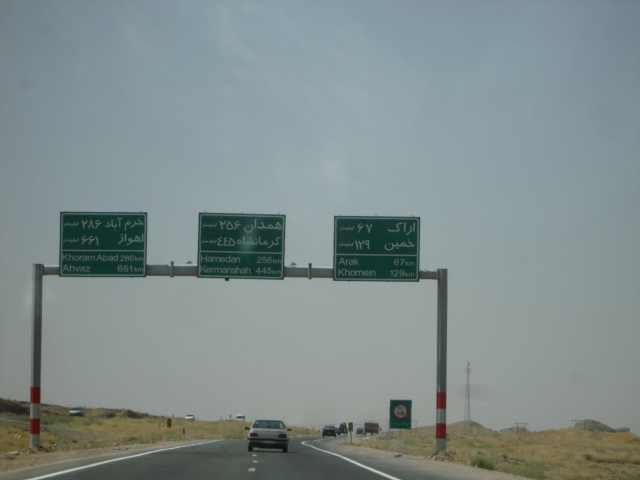
تابلوهای راهنما در جاده ۵۶ بین قم به اراک
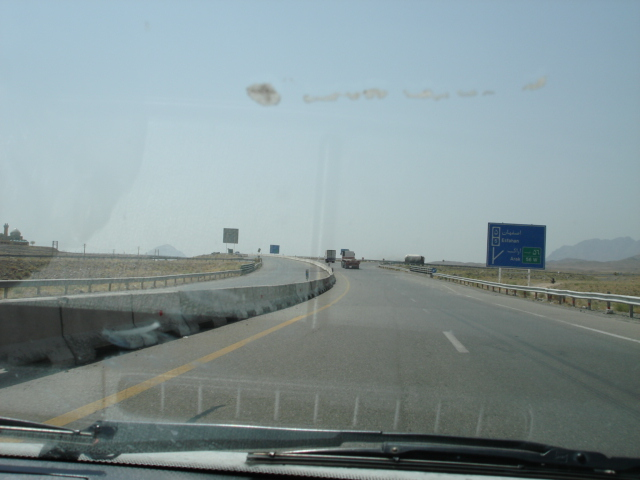
محل ورود به آزادراه ۵ از جاده ۵۶
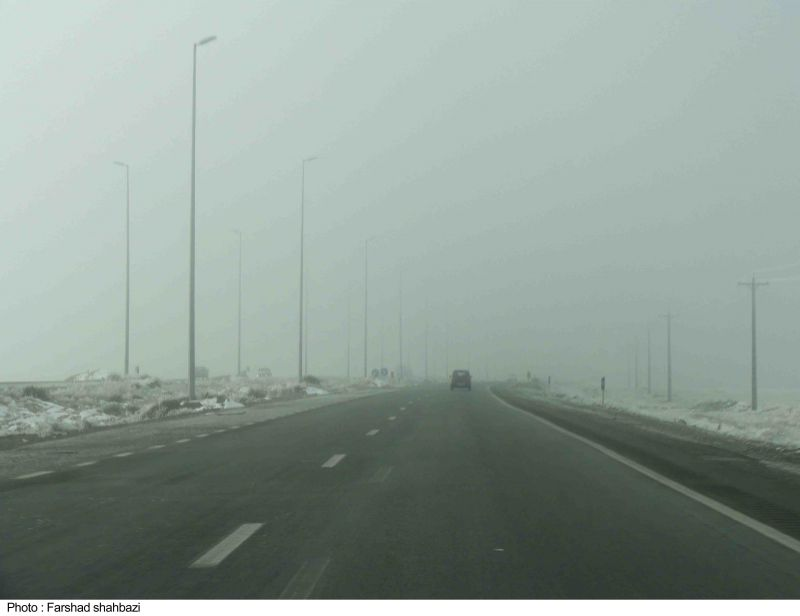
نمایی از جاده ۵۶ حدفاصل قم-اراک در فصل زمستانخروجی جاده 56 ورود به شهر توره حدفاصل اراک-قم